# Ернест-Тельманн
Ернест-Тельманн (ісп. Cayo Ernest Thaelmann) — острів у Карибському морі на південному узбережжі Куби за 25 км від Затоки Свиней та за 100 км від міста Сьєнфуегос. У 1972 році цей острів був перейменований на честь лідера німецьких комуністів Ернста Тельмана та подарований НДР керівником кубинської революції Фіделем Кастро.

## Історія
До 1972 року острів називався Кайо-Бланко-дель-Сур. 19 червня 1972 року під час офіційного візиту до НДР керівника кубинської революції Фіделя Кастро він повідомив про передачу острова в подарунок НДР та вручив лідеру НДР Еріху Гонекеру карту, на якій був зображений острів Ернест-Тельманн з розміщеним у південній частині острова пляжем НДР (ісп. Playa RDA). 18 серпня 1972 року на честь 28-ї річниці загибелі Тельмана та на честь Всесвітнього фестивалю молоді та студентів, який відбувся у 1973 році в Східному Берліні, на острові відбулось урочисте відкриття бюста Тельмана, на якому були присутні представники посольства НДР на Кубі, низка східнонімецьких громадян, а також офіційні державна та молодіжна делегації Куби. У 1975 році на острові кілька музичних кліпів зняв східнонімецький співак Френк Шебель, частина кадрів з острова були включені в документальний фільм, що підкреслював острів як символ дружби НДР з Кубою. Існували сподівання, що острів буде використовуватися для відпочинку громадянами НДР, проте у зв'язку з економічними труднощами в країні в реальності він ніколи не використовувався як курорт.
Після об'єднання Німеччини єдина країна ніколи не претендувала на володіння островом і, за даними посольства Куби в Німеччині та німецького міністерства закордонних справ, перейменування та передача його НДР були «символічним актом», острів ніколи офіційно не передавався Кубою іншій країні й жодна з німецьких держав не володіла островом під час або після возз'єднання.
У 1998 році острів сильно постраждав від урагану Мітч, зокрема під час урагану зруйнований бюст Ернста Тельмана.
З 1990-х років острів перебуває у закритій кубинській військово-морській зоні.